# Gnamptogenys lanei
Gnamptogenys lanei är en myrart som beskrevs av Kempf 1960. Gnamptogenys lanei ingår i släktet Gnamptogenys och familjen myror. Inga underarter finns listade i Catalogue of Life.